# Els caçadors de cabelleres
Els caçadors de cabelleres (original: The Scalphunters) és una pel·lícula estatunidenca dirigida per Sydney Pollack el 1968 amb Burt Lancaster, Ossie Davis i Telly Savalas com a protagonistes. Ha estat doblada al català.

## Argument
El 1850, a les Muntanyes Rocoses, Joe Bass (Burt Lancaster), un caçador americà, està tornant a casa amb una càrrega de pells quan es troba un grup d'indis kiowes dirigit per Dos Corbs (Armando Silvestre), que insisteixen a prendre-li les seves pells. Com a "pagament" li ofereixen una esclava negra, Joseph Lee (Ossie Davis), que havien agafat prèviament d'un grup de comanxes. Reticentment, adonant-se que no hi pot lluitar, Bass accepta el tracte.
Bass està una mica perplex pel seu company nou, que és un esclau molt ben educat i refinat, que no fa servir les maneres de l'Oest. Bass li ordena que l'ajudi a recobrar les pells dels kiowes. Lee només accepta ajudar si Bass accepta portar-lo a Mèxic on l'esclavitud és proscrita. A Bass no li agrada, però els dos comencen una relació amistosa, on Bass ensenya Lee a agafar menjar a l'Oest.
Mentre Lee i Bass arriben on són els Kiowa, un grup de caça cabelleres els para una emboscada per la recompensa que ofereixen per cada cabellera d'esclaus fugitius.

## Repartiment
- Burt Lancaster: Joe Bass
- Shelley Winters: Kate
- Telly Savalas: Jim Howie
- Ossie Davis: Joseph Lee
- Dabney Coleman: Jed
- Paul Picerni: Frank
- Dan Vadis: Yuma
- Nick Cravat: Yancy
- Armando Silvestre: Two Crows

## Nominacions
- Globus d'Or al millor actor secundari 1969 per Ossie Davis